# 玄鴻柱

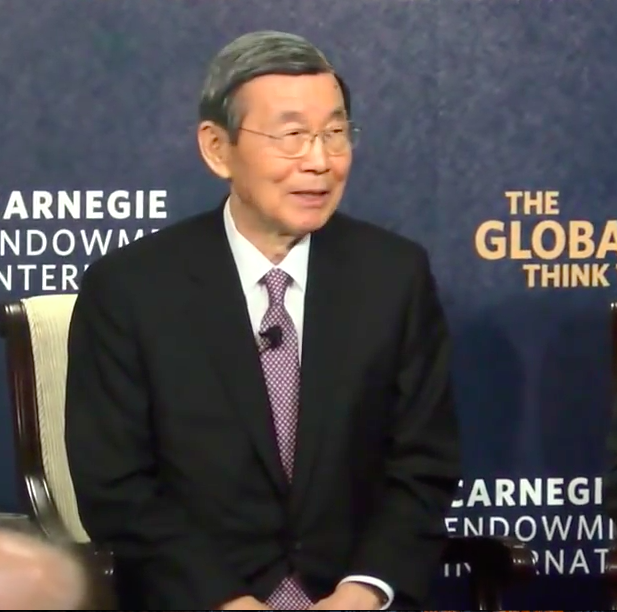
2015年

玄 鴻柱（ヒョン・ホンジュ、1940年8月19日 - 2017年5月27日）は、大韓民国の国会議員、外交官、政治家、法曹人。民主正義党所属の第12代国会議員。本貫は延州玄氏。

## 生涯
ソウル出身。ソウル大、同大学院、コロンビア大学法科大学卒業。1978年2月、法務部検察局およびソウル地検の検事から法務省検察局およびソウル高等検察庁の検事に昇進した。1979年の朴正煕暗殺事件当時は、中央情報部の対北政策局長に在任していた。1982年以降の5年間は、国家安全企画部次長を務めた。1985年の第12代総選挙で民主正義党所属の国会議員に当選した。1987年の大統領選挙の時は盧泰愚陣営の核心参謀であり、盧は当選後に訪米時の通訳を務めたこともある。1988年から1990年までは第15代法制処長官、1990年に国連大使、1991年から1993年まで駐米大使を務めた。大使在任中は南北同時国連加盟と北方政策の推進に重要な役割を果たした。
政界引退後は金・張法律事務所の顧問弁護士として活動した。李明博政権では大統領諮問統一顧問会議顧問、大統領直属国家安全保障総括点検会議委員を務めた。2012年に韓米関係の発展に功労を寄与したため、「韓米友好賞」を受賞した。2017年5月27日に死去。

## 参考資料
- 《大韓民国議定総覧》、国会議員総覧出版委員会、1994年
- 현홍주 - 大韓民国憲政会